# Бельгард, Николай Валерианович
Николай Валерианович Бельгард (22 января (3 февраля) 1849 — 27 ноября (10 декабря) 1916) — русский генерал-лейтенант.

## Биография
Сын генерала Валериана Александровича Бельгарда.
Учился в Пажеском корпусе с 1855 по 1869 годы, по окончании которого был определён прапорщиком в лейб-гвардии Преображенский полк. В 1875 году произведён в капитаны; а 1877 году переведён командующим ротой в 13-й лейб-гренадерский Эриванский полк.
Участвовал в Русско-турецкой войне 1877—1878 гг. За отличие при отражении нападения турецких войск на Калаярский лагерь 20 августа 1877 года был награждён орденом Св. Анны 3-й степени с мечами и бантом. За переход через Балканы 22 июня 1878 года получил орден Св. Станислава 2-й степени с мечами, а спустя неделю, за дело против турок под г. Филипполем — орден Св. Владимира 4-й степени с мечами и бантом. Также был награждён Румынским железным крестом (1878).
В 1886 году получил орден Св. Анны 2-й степени; с 13 апреля 1886 года — полковник; 28 октября 1887 года назначен командиром батальона. С 10 марта 1888 года — председатель полкового суда.
В июне 1888 года был назначен чиновником особых поручений VII класса при начальнике главного управления военно-учебных заведений, с зачислением по гвардейской пехоте; с 8 апреля 1890 года — чиновник особых поручений при военном министре сверх штата. В 1897 году, 6 декабря, получил чин генерал-майора; был также награждён орденом Св. Владимира 3-й степени (1892) и орденом Св. Станислава 1-й степени (1901). также получил иностранный орден Бухарской золотой звезды (1896).
При сокращении штатов военным министром А. Ф. Редигером Н. В. Бельгард был 21 декабря 1905 года уволен от службы с мундиром и пенсией и производством в генерал-лейтенанты. В отставке был членом попечительского совета Елизаветинской общины сестёр милосердия Красного Креста.
Был женат на Софье Владимировне Трахимовской (1855 — после 1917), дочери В. М. Менгдена. Жил с женой с 1899 года до самой смерти в доме № 18 на Моховой улице. Похоронен в Александро-Невской лавре.